# Acinellatura
L'acinellatura (o impallinamento, impallinatura) è un difetto dello sviluppo della bacca dell'uva, legato a inadeguate condizioni di fioritura, che producono difetti d'impollinazione e fertilizzazione. Le bacche che soffrono di questo difetto si accrescono poco e spesso restano verdi.